# ماريا كالديرون فرنانديز
ماريا كالديرون فرنانديز (بالإسبانية: María Calderón Fernandez)‏ هي دراجة إسبانية، ولدت في 23 مارس 1997.

## وصلات خارجية
- ماريا كالديرون فرنانديز على موقع الاتحاد الدولي للدراجات (الإنجليزية)
- ماريا كالديرون فرنانديز على موقع إحصائيات الدراجات الإحترافية (الإنجليزية)
- ماريا كالديرون فرنانديز على موقع نسبة الدراجات (الإنجليزية)